# Pierre Laville
 (septembre 2020).
Pour les articles homonymes, voir Laville.
Pierre Laville, né en 1937 à Saint-Vincent-Rive-d'Olt (Lot), est un écrivain, auteur dramatique et metteur en scène français.

## Biographie
Né en 1937 à Saint-Vincent-Rive-d'Olt, issu d'une famille d’enseignants, (son père était syndicaliste et résistant), Pierre Laville a fait ses études secondaires au  lycée Gambetta, à Cahors, puis des études de droit à l’université de Toulouse. Docteur en droit et en sciences politiques, il enseigne à l'École pratique des hautes études (Sorbonne), auprès du professeur Henri Desroche. Il fait alors la connaissance de personnalités du théâtre comme le metteur en scène Jean-Marie Serreau, la comédienne Marie Bell, qui dirige alors le Théâtre du Gymnase, ou le cinéaste Guy Gilles (Il participera plus tard à un autre film, La Noire de... du Sénégalais Sembène Ousmane).

## Le droit international et l’Afrique
Pierre Laville enseigne le droit international à l'École pratique des hautes études (Sorbonne), puis il dirige l'École nationale d'économie appliquée (ÉNÉA), au Sénégal, assurant la formation de futurs cadres supérieurs africains. Depuis Dakar, il accomplit des missions internationales, participe à la fondation d'un centre dramatique africain, intervient dans une émission hebdomadaire sur le cinéma à Radio Sénégal. À Dakar, il rencontre Jean-Marie Serreau venu participer avec Aimé Césaire au Festival mondial des Arts nègres. 
Il a été pendant plusieurs années et à neuf reprises l'assistant de Jean-Marie Serreau. Il participe ainsi à la mise en scène d'œuvres de Bertolt Brecht (L'Exception et la règle, Homme pour homme) ; Aimé Césaire (La Tragédie du roi Christophe, Une saison au Congo) ; Kateb Yacine (Les ancêtres redoublent de férocité) ; Eugène Ionesco (La Soif et la faim) et Paul Claudel (L'Otage, à la Comédie-Française). C'est Jean-Marie Serreau qui lui passe commande de sa première pièce (Les Ressources naturelles) et qu'il décide de mettre en scène, peu avant sa mort, au Théâtre national de Strasbourg.
Pierre Laville collabore aussi à la création de La Sagesse ou la parabole du festin de Paul Claudel, mise en scène de Victor Garcia au théâtre de la Cité Internationale à Paris.

## Directeur de théâtre
Après son retour d'Afrique, Pierre Laville est nommé codirecteur, avec Pierre Debauche, du Théâtre des Amandiers à Nanterre, Maison de la Culture et Centre dramatique national. Il est chargé d'études au Ministère de la culture, membre du Conseil national des Lettres et de la Commission d'aide à la création, collabore à la section Théâtre du CNRS. Il participe à la fondation du Syndicat national des entreprises d'action culturelle (SYNDEAC) dont il devient le vice-président. Il continue à enseignaer le théâtre aux universités de Nanterre et de Vincennes.
En 1975, Michel Guy, secrétaire d'État à la Culture, lui propose successivement la direction du Théâtre national de Chaillot, puis celle du Théâtre National de l'Odéon. Mais Pierre Laville préfère créer un Centre national de création contemporaine, qu'il dirigera de 1975 à 1978 au théâtre Le Palace.
À Nanterre, puis à Paris, pendant dix ans, de 1968 à 1978, sont montés une centaine de spectacles, qu'il initie, commande et produit, parmi lesquels la création des premières œuvres de Valère Novarina (L'Atelier volant, Le Babil des classes dangereuses), de Pierre Guyotat et de Bruno Bayen, en 1972 ; puis des pièces inédites de Jean-Marie Patte, Armand Gatti (création d'une nouvelle pièce, La Cigogne, puis de son œuvre interdite par André Malraux, La Passion du général Franco), Jean Audureau (Le Jeune Homme), Liliane Atlan, Copi (La Pyramide, écrite sur commande), Michel Deutsch, Jean-Pierre Sarrazac, Hélène Cixous... C'est aussi la présentation des premières mises en scène d'Antoine Vitez (de la fameuse Électre, qui décida de la suite de la carrière de Vitez, à Mère Courage), et il assure le retour en France de Patrice Chéreau exilé en Italie (La Finta serva, production du Piccolo Teatro de Milan), organise l'ultime tournée du Berliner Ensemble, sous la direction d'Hélène Weigel (qui joua aux Amandiers pour la dernière fois dans Die Mutter de Brecht) ou la préparation, avec Luca Ronconi, du projet des Derniers jours de l'humanité de Karl Kraus.
De 1975 à 1994, Pierre Laville est conseiller artistique au Théâtre national de Marseille, dirigé par Marcel Maréchal, avec qui il collabore pour la présentation de plusieurs spectacles, notamment, Le Malade imaginaire de Molière, Graal Théâtre de Florence Delay et Jacques Roubaud, Le Roi Lear de Shakespeare, La Vie de Galilée de Brecht, Les Trois Mousquetaires d'après Dumas, La Puce à l'oreille de Feydeau, Carmen à l'Opéra de Paris.

## Éditeur et producteur écrit/images
Il écrit de nombreux articles sur le théâtre, puis il fonde et dirige la revue Acteurs (1982-1992), revue bimestrielle, puis mensuelle, qui aura cent numéros.
À partir de 1992, L'Année du théâtre est publiée annuellement sous sa direction (chez Hachette jusqu'en 1995, puis aux éditions Sand). 
Pierre Laville est aussi le rédacteur en chef d'une Encyclopédie mondiale du théâtre pour l'Unesco.
Il devient, à la demande de Pierre Desgraupes, producteur à la télévision des émissions Plaisir du théâtre (A2) et Tous en scène (FR3, 1984-1989); soit 55 émissions d'une heure diffusées à des heures de grande écoute.
Il crée enfin le magazine mensuel Théâtres, qu'il dirige de 2002 à 2004.

## Auteur dramatique, auteur, metteur en scène
À partir de 1974, Pierre Laville est auteur dramatique, écrivant et créant ses propres pièces qui sont jouées à la Comédie-Française, au Théâtre National de l'Odéon, au Théâtre national de Chaillot, au Théâtre Antoine, au Théâtre de la Michodière ou au Théâtre de la Madeleine notamment. Des œuvres du passé (nouvelles versions des œuvres d'Oscar Wilde (Un mari idéal, joué trois années consécutives au Théâtre Antoine, L'Éventail de Lady Windermere et Il importe d'être Constant, joué plus de 300 représentations à guichets fermés, avec une tournée dans plus de cent villes) ; des œuvres d'aujourd'hui, principalement d'auteurs américains : Tennessee Williams, dont il a entrepris la réédition en langue française avec les Éditions Laffont ; David Mamet, dont il a présenté en France l'intégralité de l'œuvre, Edward Albee, et Tony Kushner, pour l'ensemble de l'œuvre de cet auteur depuis Angels in America.
Il se consacre aussi régulièrement à la mise en scène (création de nouvelles pièces de Mamet ou Neil LaBute, ou re-création d'Oscar Wilde). Il renouvelle là ses succès de découverte de nouveaux auteurs (Neil LaBute, Joel Butterworth, Kenneth Lonnergan), finalise son cycle Oscar Wilde et aborde la critique sociale et le vaudeville (avec Georges Feydeau).
Il reçoit de multiples nominations aux Molières pour ses spectacles.
Pierre Laville est chevalier des Arts et Lettres (1984) et chevalier de l'ordre national du Mérite.

## Les pièces de Pierre Laville
- Les Ressources naturelles (1974)

Commande de Jean-Marie Serreau, répertoire de France Culture. Avec Maria Casarès, Tania Balachova, Daniel Ivernel, Lucien Raimbourg, Pascale de Boysson, Daniel Emilfork, Pierre Constant, Jean-Loup Philipe, Paul Villé...
Création au Théâtre National de Strasbourg, tournée en France. Mise en scène André-Louis Perinetti, décors Michel Launay, costumes Patrice Cauchetier, musique originale Charles Ravier. Avec Monique Mercure, Jean-François Balmer, Alain Moussay, Jean de Coninck, Sylvie Artel, Danièle Van Bercheycke, Marianik Révillon, Jim Ahdi Limas, Paul Bru, Jean Schmitt, François Viaur, Pierre Bâton, Marc Imbert. Pièce publiée aux Editions Stock / Théâtre Ouvert.
- La Célestine (1975)

Comédie-Française au Théâtre Marigny, mise en scène Marcel Maréchal, décors et costumes Jacques Angéniol. Avec Denise Gence, Catherine Samie, Christine Fersen, Jean-Paul Roussillon, Patrice Kerbrat, Michel Etcheverry, Bérengère Dautun, Fanny Delbrice, Catherine Chevallier, Bruno Devoldère, Raymond Acquaviva, Yves Pignot, Georges Audoubert. Pièce publiée par la Comédie-Française, collection du Répertoire. Nouvelle publication par Acte Sud / Acteurs-Auteurs.
- Du côté des îles (1980)

Théâtre national de l'Odéon, mise en scène Jacques Rosner, décors et costumes Max Schoendorff. Avec Bertrand Bonvoisin, Claude Mathieu, Laurence Roy, Catherine Lachens, Hubert Gignoux, Tchéky Karyo, Martine Vandeville, Laurence Mayor, Alain Lenglet, Christian Peythieu, Dominique Balzer, Michèle Brülé, Jean-Luc Porraz, Brigitte Joncheret, Mourad Mansouri, Christine Féral, Michel Untereiner. Pièce publiée par L'Avant-Scène Théâtre.
- Le Fleuve rouge (1981-1982)

Théâtre national de Marseille et Théâtre national de Chaillot. Tournée (TNP de Villeurbanne, Théâtre national de Strasbourg, décentralisation). Filmé par TF1. Mise en scène Marcel Maréchal, décors et costumes Jacques Angéniol. Avec Jean-Claude Drouot, Marcel Maréchal, Tatiana Moukhine, Francine Bergé (puis Catherine Lachens), Bernard Ballet, Catherine Arditi, François Dunoyer, Daniel Berlioux, Jacques Angéniol, Alain Crassas, Philippe Bianco, Bénédicte Appe. Pièce publiée par L'Avant-Scène Théâtre.
- La Maison sous les arbres (1982)

Répertoire de France Culture. Avec Madeleine Renaud, Denise Gence, Emmanuelle Riva, Loleh Bellon, Jean-Claude Drouot, Marcel Maréchal, Étienne Bierry, Stéphane Bierry, Sophie Barjac, Yves Bureau. Centre dramatique national du Nord-Pas-de-Calais (1982).
Centre dramatique national du Pas-de-Calais / coproduction Théâtre national de Marseille. Mise en scène Jean-Louis Martin-Barbaz. Avec Monique Mélinand, Martine Pascal, Tatiana Moukhine, Jacques Destoop, Alain Libolt, Cyril Robichez (1982).
- Les Trois Mousquetaires (1982 à 1985)

Tiré du roman d’Alexandre Dumas, en collaboration avec François Bourgeat et Marcel Maréchal. Théâtre national de Marseille-La Criée, Maison de la culture de Créteil, Paris, au Théâtre de Paris. Tournée nationale Théâtre Actuel. Tournée internationale. Filmé par Antenne 2. Meilleur spectacle, prix du syndicat de la Critique dramatique 1983. Mise en scène Marcel Maréchal et Raoul Billerey, décors et costumes Jacques Angéniol. Avec François Dunoyer, Jean-Claude Drouot (Philippe Bouclet), Raoul Billerey, Edmond Vuilloud, Francine Bergé (Brigitte Catillon, Sylvie Genty), Jean-Pierre Moulin (Jacques Boudet), Jean-Jacques Lagarde (Michel Ouimet), Alain Crassas, Daniel Berlioux (Alain Sachs), Jacques Angéniol, Sophie Deschamps (Sophie Arthur), Luce Mélite (Michèle Grellier), Philippe Bianco, Danièle Stephan, Michel Demiautte (Jacques Germain), Richard Guedj, Olivier Picq, Lionel Vitrant, Alain Saugout, Rico Lopez, Alexandre Fabre, Gérard Lacombe. Pièce publiée par L'Avant-Scène Théâtre.
- Les Nuits et les jours (1985)

Centre dramatique national de Reims. Théâtre 14 Jean-Marie Serreau. Filmé par FR3. Mise en scène Catherine Dasté et Daniel Berlioux, costumes Jean-Pierre Capeyron, musique originale Carlos d’Alessio. Avec Juliet Berto, Julie Jezequel, Roger Mirmont, Juliette Brac, Gilberte Géniat, André Thorent, Christian Sinniger. Pièce publiée par L'Avant-Scène Théâtre. Traduction en anglais par Emily Mann. Pièce publiée par L'Avant-Scène Théâtre.
- Retours (1988-1989)

Théâtre National  de l'Odéon / coproduction Comédie-Française (1989). Mise en scène Patrice Kerbrat, décors Laurent Peduzzi, costumes Pascale Fournier. Avec Laurent Malet, Hélène Vincent, Michelle Marquais, Andrée Tainsy, Jean-Michel Dupuis, Jean-Jacques Lagarde, Fanny Delbrice, Sophie Caffarel. Pièce publiée par Actes Sud-Papiers.
- Tempête sur le pays d’Égypte (1993-1994)

Sous titré Aventures d'un jeune médecin. D'après la vie et l’œuvre d'Anton Tchekhov et de Mikhaïl Boulgakov. Théâtre Gérard Philipe (salle Jean-Marie Serreau). reprise au Théâtre de la Gaîté-Montparnasse (1994). Mise en scène Jean-Claude Fall, décors et costumes Gérard Didier. Avec Brigitte Fossey, Manuel Blanc. Pièce publiée par Actes Sud-Papiers.
- La Source bleue (1994-1995)

Première version créée en Belgique, au Festival de Spa, puis à Bruxelles, sous le titre Colette et Marguerite Moreno. Mise en scène Adrian Brine, avec Daniela Bisconti, Stéphane Escoffier, Frédéric Laurent, Leonil McCormick, Reno Rikir. 
Répertoire de France-Culture,. Avec Geneviève Page, Emmanuelle Riva, Pierre Constant, François Feroleto, Jean-François Regazzi. À Paris, au Théâtre Daunou. et Tournée nationale et internationale Cled Productions. Mise en scène Jean-Claude Brialy, décors et costumes Pierre-Yves Leprince. Avec Rosy Varte, Marina Vlady, Claude Véga, François Feroleto, Mathias Mégard. Pièce publiée par Actes Sud-Papiers.
- Le Voyage à Bâle (1990 - 1994)

Première version créée en Belgique (1990), au Rideau de Bruxelles, sous le titre Érasme, le temps d’un portrait. Mise en scène Jean-Claude Berutti, avec Pierre Constant, Nicole Valbert, Michel Guillou, Jean-Paul Dermont, Frédéric Lepers.
Répertoire France Culture (1992). Avec Michel Vitold, Marie Pillet, Denis Manuel, Marc Ernotte, Marcel Tamaris. Création au Théâtre national de Marseille-La Criée (1994). Mise en scène Simone Amouyal, décors Thierry Leproust, costumes Patrick Dutertre. Avec François Chattot, Christine Murillo, Jean-Claude Adelin, Didier Carette, Ahmed Ben Bachir. Pièce publiée par Actes Sud-Papiers.
- Bel-Ami (1996-1997)

Tiré du roman de Guy de Maupassant. Théâtre Antoine. Tournée Cled Productions. Filmé (DVD) par la Copat. Mise en scène Didier Long, décors Rudy Sabounghi, costumes Bernadette Villard. Avec Pierre Cassignard, Geneviève Casile, Macha Méril, Carole Richert, Marcel Cuvelier (Jean Negroni), Alexis Nitzer (Alain Stern), Sophie Arthur (Fanny Roussel), Éric Prat, Axelle Charvoz, Olivier Claverie (Frédéric Haddou), Stéphane Hénon (Benoît Solès), Emmanuel Ducluzeau, Laurent Méda. Pièce publiée par Actes Sud-Papiers.
- Étoiles (1999)

Histoire d'un professeur de philosophie ami de Ludwig Wittgenstein et de Martin Heidegger  qui doit fuir Paris sous l'Occupation. Théâtre de la Madeleine. Mise en scène Maurice Bénichou, décors et costumes Roberto Plate. Avec Niels Arestrup, Nada Strancar, Maurice Bénichou, Émeric Marchand, Manuel Mazaudier, Bruno Delpeut. Pièce publiée par Actes Sud-Papiers.
- Résistances (2019)

Recueil de trois pièces publiées chez Plon : Lumineuse clairière, C'est la faute à Voltaire ! et Résistances. Elles mettent en scène Sophie Tolstoï, Marie Bell et Voltaire.

## Adaptations, versions scéniques et mises en scène
- Intrigue et amour (1976), d'après Kabale und Liebe de Schiller

### Années 1980
- Pense à l’Afrique (1984), d'après Think of Africa de Gordon Dryland - Rond-Point, avec Madeleine Renaud, Jean-Pierre Aumont... (éd. L'Avant-Scène)
- Nature morte (1984), d'après Still Life d’Emily Mann - La Bastille-Avignon, avec Christiane Cohendy, Laurence Roy, Jean-Quentin Chatelain... (éd. L'Avant-Scène)
- La Dernière Classe (1984), d'après Translations de Brian Friel- Mathurins, avec Etienne Bierry, Pascal Greggory, André Weber... (éd. L'Avant-Scène)
- Glengarry Glen Ross (1985-1988), d'après Glengarry Glen Ross de David Mamet (prix Pulitzer), avec Francis Perrin, Jacques Fabbri (Pierre Mondy), Michel Robin.. (éd. Actes Sud)
- Californie, paradis des morts de faim (1986), d'après The Curse of the starving class de Sam Shepard (prix Pulitzer), avec Marcel Maréchal, Nelly Borgeaud, Philippe Demarle... (éd. Actes Sud)
- American Buffalo (1986), d'après American Buffalo de David Mamet (Obie Award), avec Philippe Leotard. (éd. Actes Sud)
- Good (1985-1986), d'après Good de Cecil P. Taylor, avec Jean-Pierre Bouvier
- Edmond (1986), d'après Edmond de David Mamet (Obie Award), par Eric Lacascade à Lille.. (éd. Actes Sud)
- Variations sur le canard (1987), d'après Duck Variations de David Mamet, avec Etienne Bierry, Jacques Seiler (éd. Actes Sud)
- Crimes du cœur (1987), d'après Crimes of the Heart de Beth Henley (prix Pulitzer), avec Tonie Marshall, Élisabeth Depardieu… (éd. Actes-Sud Acteurs-Auteurs)
- Hello and Good bye (1987), d'après Hello and Good bye d'Athol Fugard, avec Myriam Boyer, Jacques Bonnaffé (éd. Théâtrales)
- Une vie de théâtre (1989), d'après A Life in the Theatre de David Mamet (Obie Award), avec Jean Rochefort, mise en scène Michel Piccoli (éd. Actes Sud)
- Le Châle (1989), d'après The . (éd. Actes Sud-Papiers) de David Mamet, par Comédie-Française au Petit Odéon, avec Yves Gasc, Geneviève Casile (éd. Actes Sud)
- Le Diamant rose (1989), d'après A Bit between the teeth de Michael Pertwee, avec Michel Roux, Jacques Balutin.

### Années 1990
- Aventures d’un jeune médecin (1991), d'après le roman de Mikhaïl Boulgakov, avec Jean-Paul Bordes
- Partenaires (1993), d'après Speed the Plow de David Mamet, avec Fabrice Luchini, Richard Berry, Anne Brochet. (éd. Actes Sud)
- Les Étoiles dans le ciel du matin (1994), d'après le dramaturge russe Alexandre Galine (éd. Actes Sud - Acteurs-Auteurs)
- Oleanna (1994), d'après Oleanna de David Mamet, avec Charlotte Gainsbourg, Maurice Bénichou... (éd. Actes Sud)
- Un mari idéal (1994-1998), nouvelle version de An Ideal Husband d'Oscar Wilde, avec Didier Sandre, Anny Duperey, Dominique Sanda, Jacques Debary... (éd. Actes Sud)
- Trois Femmes grandes (1996), d'après Three Tall Women d’Edward Albee (prix Pulitzer), avec Denis Gence.. (éd. Actes Sud)
- Variations sur les écureuils et les canards (1996), d'après Duck variations and Squirrels de David Mamet, en Belgique.
- Qui a peur de Virginia Woolf ? (1996-1999), d'après Who’s afraid of Virginia Woolf d’Edward Albee, avec Myriam Boyer, puis Béatrice Agenin, puis Judith Magre, et Niels Arestrup, puis Jean-Pierre Cassel... (éd. Actes Sud)
- La Prédiction de Venise (1997), en coll. avec Bruno Racine, d'après son livre Le Gouverneur de Morée, France-Culture, avec Michel Vitold...
- Slaves (1997), d'après Slaves de Tony Kushner. Théâtre National de la Colline. Avec Roland Bertin, Isabelle Sadoyan.. (éd. Actes Sud)
- Master Class (1997-1999), d'après Master Class de Terrence McNally, avec Fanny Ardant, puis Marie Laforêt (éd. Actes Sud)
- Zoo Story (1998), adaptation de Zoo Story d’Edward Albee, en Suisse.
- Délicate Balance (1998), d'après Delicate Balance d’Edward Albee, avec Geneviève Page, Henri Garcin (éd. Actes Sud)
- Tout contre (1998), d'après Closer de Patrick Marber (Laurence Olivier Award, meilleure pièce de l’année), avec Anne Brochet, Gad Elmaleh, Caroline Silhol (éd. Actes Sud-Papiers)

### Années 2000
- Les Trois Mousquetaires (1999-2000), d'après Dumas, en coll. avec François Bourgeat et Marcel Maréchal, reprise au Rond-Point avec Emeric Marchand.
- Une chatte sur un toit brûlant (2000-2002) de Tennessee Williams  avec Christiana Réali, Samuel Labarthe, Georges Wilson... (éd. L'Avant-Scène)
- American Buffalo (2000), d'après American Buffalo de David Mamet. Avec Michel Vuillermoz, Michel Fau, Nicolas Duvauchelle...
- Glengarry (2000), d'après Glengarry Glen Ross de David Mamet, avec Michel Duchaussoy au Rond-Point
- Perversion sexuelle à Chicago (2000), d'après Perversity in Chicago de David Mamet, avec Patrice Costa
- Paradis perdus (2000), d'après The Old Neighborhood de David Mamet
- Madame Sans-Gêne  (2001-2003), nouvelle version d’après Victorien Sardou et Émile Moreau, avec Clémentine Célarié, Michel Vuillermoz... (éd. L'Avant-Scène)
- L’Éventail de Lady Windermere (2003), nouvelle version de The Lady Windermere's Fan d’Oscar Wilde, avec Caroline Cellier, Melanie Doutey, Jocelyn Quivrin, Yves Gasc...(éd. Actes Sud)
- Bash, scènes d’apocalypse (2003), d'après Neil LaBute, adaptation et mise en scène de Pierre Laville, avec Anne Brochet... (éd. Actes Sud)
- Homebody - Kabul (2003), texte français de la pièce de Tony Kushner, par la Comédie-Française, avec Catherine Hiegel, Éric Génovèse... (éd. L'Avant-Scène)
- L'Oiseau de nuit (2005), d'après The Night Heron de Budd Butterworth, par Emmanuel Meirieu
- L'Éventail de Lady Windermere (2005 à 2008), nouvelle version de The Lady's Windermere Fan d'Oscar Wilde, avec Geneviève Casile... (éd. L'Avant-Scène)
- Romance (2006), adaptation et mise en scène de Pierre Laville, d'après Romance de David Mamet, avec Yves Gasc... (éd. L'Avant-Scène)
- L'Importance d'être Constant (2006 à 2008), nouvelle version de The Importance of Being Earnest d'Oscar Wilde et mise en scène de Pierre Laville, avec Macha Méril, Yves Gasc... (éd. L'Avant-Scène)
- Chat en poche (2008 - 2010), d'après Chat en poche de Georges Feydeau, mise en scène de Pierre Laville, avec Arthur Jugnot, Valérie Mairesse, Antoine Courtray...
- Baby Doll (2009-2010), pièce d'après le scénario de Tennessee Williams, avec Mélanie Thierry, Xavier Gallais, Monique Chaumette... (éd. L'Avant-Scène)
- Vie privée (2009) d'après Philadelphia Story de Philip Barry, adaptation et mise en scène de Pierre Laville, avec Anne Brochet... (éd. L'Avant-Scène)

### Années 2010
- Publication de la nouvelle adaptation de l'intégrale de Angels in America aux éditions des Quatre Vents ("Millenium Approaches" et "Perestroïka")
- Publication d'un Théâtre de Tennessee Williams, Collection Bouquins chez Laffont (nouvelles versions de "Un Tramway nommé désir", "La Chatte sur un toit brûlant"; "La Ménagerie de verre", "La Nuit de l'Iguane", "Les carnets de Trigorine") (2011).
- Angels in America (2011) Adaptation brève d'après Tony Kushner, Compagnie Cedric Veschambre.
- Race (2012-2013) de David Mamet. Adaptation et mise en scène de Pierre Laville. Avec Yvan Attal, Sara Martins, Alex Descas, Thibault de Montalembert à la Comédie des Champs Élysées... (éd. L'Avant Scène).
- Occupe-toi d'Amélie (2012-2014) de Georges Feydeau. Nouvelle version de la pièce et mise en scène de Pierre Laville. Avec Hélène de Fougerolles, Bruno Putzulu, Antoine Courtray, Jacques Balutin... (éd. L'Avant-Scène)
- La Pèlerine écossaise de Sacha Guitry (2014), mise en scène de Pierre Laville au Théâtre Daunou. Avec Arnaud Denis, Delphine Depardieu, Antoine Courtray... (éd. Librairei Théâtrale)
- Le Plaisir de rompre et Le Pain de ménage de Jules Renard (2014), mise en scène de Pierre Laville au Théâtre Daunou à partir de septembre 2014. Avec Béatrice Agenin et Laurent d'Olce.(éd. Librairei Théâtrale)
- Les Stars (2014-2016). Adaptation d'après Neil Simon et mise en scène de Pierre Laville.. Avec Daniel Prévost, Jacques Balutin, Antoine Courtray...
- Baby Doll(2015-2018), pièce, d'après le scénario de Tennessee Williams adaptée en Anglais, McCarter Theatre Princeton, mise en scène Emily Mann, avec Suzanna Hoffman, Dylan McDermott... (et autres productions USA Los Angeles, New Orleans, etc.)
- Publication en Poche aux Editions Laffont de "Un Tramway nommé désir" (2017)
- Publication en Poche aux Editions Laffont de "La chatte sur un toit brûlant" (2018)
- Still Life, nouvelle adaptation d'après Emily Mann (2018), avec Antoine Courtray...
- Providence (2018), adaptation d'après "The Merci Seat" de Neil LaBute, avec Xavier Gallais et Marie-Christine Letort - reprise aux Déchargeurs et off Festival Avignon 2019.
- Maux d'amour (2019) adaptation de "Tendres passions" de Dan Gordon, Festival d'Avignon off.

## Actualité
À compter de l'année 2000, il se trouve pris dans une double charge d'activités, développant un travail de metteur en scène (oeuvres de David Mamet, Neil LaBute, Neil Simon, Emily Mann, mais aussi Feydeau, Jules Renard, Sacha Guitry), tout en multipliant les chantiers aux États-Unis avec les grands auteurs américains (Mamet, Albee, Kushner). 
Est venue s'y ajouter l'adaptation de "Baby Doll", qu'il a réalisée lui-même en langue anglaise, de la pièce qu'il avait tirée du scénario du film "Baby Doll", faisant ainsi créer au théâtre l'oeuvre de Tennessee Williams aux Etats-Unis. La première eut lieu en 2015 au McCarter Theatre à Princeton, dont le succès entraina plusieurs autres productions, notamment à Los Angeles, Nouvelle Orléans et en Australie. 
Il en a résulté un report de l'écriture de ses propres pièces pendant cette période (après Étoiles à La Madeleine). Il reprend son œuvre originale, avec quatre nouvelles pièces, dont trois sont publiées par les Éditions Plon, sous le titre commun de "Résistance".